# توفت کارتاژ
توفت کارتاژ منطقه‌ای مقدس و باستانی است که به خدایان فنیقی‌ تانیت و بعل هامون اختصاص دارد و در ناحیهٔ کارتاژی سالامبو در تونس، نزدیک بندرهای پونی قرار دارد. این توفت که «ترکیبی از زیارتگاه و گورستان» است، شامل تعداد زیادی آرامگاه کودکان می‌شود که بنا بر برخی تفسیرها، یا قربانی شده‌اند یا پس از مرگ زودهنگام در این‌جا دفن شده‌اند. این منطقه بخشی از محوطه باستان‌شناسی کارتاژ و یکی از میراث‌های جهانی یونسکو است.
مسئله سرنوشت این کودکان به‌شدت با دین فینیقی و کارتاژی مرتبط است، اما بیش از هر چیز به چگونگی برداشت از آیین‌های مذهبی – و فراتر از آن، تمدن فینیقی و پونی – توسط یهودیان (در مورد فینیقی‌ها) یا رومی‌ها (در دوران درگیری‌هایشان با کارتاژی‌ها) بستگی دارد. در واقع، واژه «توفت» در اصل برای اشاره به مکانی در نزدیکی اورشلیم به کار می‌رفت که مترادف با جهنم بود؛ این نام که از منابع کتاب مقدس گرفته شده، به تفسیری وحشتناک از آیین‌هایی که گفته می‌شود در آن‌جا برگزار می‌شدند، منجر شده است. آثار جدیدی با الهام از تاریخ این مکان شکل گرفته‌اند، مانند رمان سالامبو (۱۸۶۲) اثر گوستاو فلوبر که نام خود را به محله‌ای داده که این زیارتگاه در آن کشف شد. همچنین، کمیک شبح کارتاژ از مجموعه ماجراهای آلیکس به قلم ژاک مارتن نیز از این مکان الهام گرفته است.
بزرگ‌ترین دشواری در تعیین علت این دفن‌ها در این است که تنها منابع مکتوبی که از آیین قربانی‌کردن کودکان گزارش می‌دهند، همگی منابعی بیگانه با شهر کارتاژ هستند (مانند کتاب مقدس). از سوی دیگر، منابع باستان‌شناسی – مانند سنگ‌نوشته‌ها و سنگ‌قبرها – نیز قابل تفسیرهای گوناگون‌اند. در نتیجه، بحث میان تاریخ‌نگاران مختلفی که به این موضوع پرداخته‌اند، مدت‌هاست که داغ و ادامه‌دار بوده و هنوز به نتیجه نهایی نرسیده است. بنابراین، نهایت احتیاط لازم است؛ چرا که تاریخ‌نگار باستان با منابع نوشتاری و باستان‌شناسی‌ای روبه‌رو است که اگر نگوییم متناقض‌اند، دست‌کم تفسیرپذیر و چندپهلو هستند.

## تاریخچه کشف و حفاری
وجود سنگ‌نوشته‌ها در این محوطه از مدت‌ها پیش شناخته شده بود و قدیمی‌ترین اشاره‌های ثبت‌شده به آن به سال ۱۸۱۷ بازمی‌گردد. این سنگ‌نوشته‌ها در سراسر محوطه باستانی کارتاژ پراکنده بودند، که علت آن به پراکندگی پس از ویرانی شهر در سال ۱۴۶ پیش از میلاد و نیز فعالیت‌های عمرانی بعدی در دوران ساخت شهر رومی بازمی‌گردد که باعث به‌هم‌ریختگی لایه‌های خاک شد. در گذر زمان، محوطه کارتاژ هدف بهره‌برداری‌های گسترده قرار گرفت، از جمله استخراج مصالح ساختمانی مانند سنگ مرمر، که این روند به تدریج موجب تخریب آثار اصلی شد. بین سال‌های ۱۸۲۵ تا ۱۸۲۷، ژان-امیل هومبر، سرباز و باستان‌شناس هلندی، سنگ‌قبرها و پایه‌های نیایشی را به موزه ملی آثار باستانی در لیدن فرستاد. موزه باستان‌شناسی کراکوف نیز تعدادی استل پونی بسیار زیبا از این محل در اختیار دارد.
در تاریخ کارتاژ، جایگاه ویژه‌ای باید به محموله موزه لوور و غرق‌شدن کشتی آیرونکلاد مژنتا اختصاص داد؛ ناو سرفرماندهی مدیترانه که در تاریخ ۳۱ اکتبر ۱۸۷۵ در بندر تولون، بر اثر آتش‌سوزی و انفجار بعدی، غرق شد. در این کشتی بیش از ۲۰۰۰ استل کارتاژی و دیگر اشیای باستانی قرار داشت، از جمله تندیس ویبیا سابینا، همسر امپراتور رومی هادریان (۱۱۷–۱۳۸ میلادی). این یافته‌های باستان‌شناسی در بندر حلق الوادی بارگیری شده بودند و حاصل کاوش‌هایی بودند که با مجوز صادق بیگ توسط پریکو دو سنت‌ماری، مترجم کنسولگری فرانسه، انجام شده بود. پس از غرق‌شدن کشتی، غواصان بخشی از استل‌ها و تندیس را بازیابی کردند، اما بسیاری از آثار باستانی در میان مجموعه‌های مختلف، از جمله کتابخانه ملی فرانسه، پراکنده شدند. خود لاشهٔ کشتی نیز برای جلوگیری از مسدود شدن مسیر بندر، منفجر شد. در عمق دوازده‌متری، بقایای کشتی به‌تدریج زیر لایه‌های گل و لای مدفون شدند. بین سال‌های ۱۹۹۵ تا ۱۹۹۸، سه عملیات باستان‌شناسی توسط ماکس گرو و گروه پژوهش باستان‌شناسی دریایی انجام شد تا سنگ‌نوشته‌ها و سر تندیس را بازیابی کنند. در آوریل تا مه ۱۹۹۵، سر تندیس سابینا پیدا شد؛ و در آوریل تا مه ۱۹۹۷ حدود ۶۰ قطعه از سنگ‌نوشته‌ها و بخش‌هایی از تندیس کشف شدند. سرانجام در سال ۱۹۹۸، تعداد ۷۷ قطعه یا سنگ‌نوشته‌ها از آب بیرون آورده شد.
ژان هرسزک اسپیرو (۱۸۴۷–۱۹۱۴)، کشیش و استاد سابق کالج صادقیه، یکی از پیشگامان این حوزه بود. او با ۱۹ استل به لوزان بازگشت و کتابی با عنوان کتیبه‌ها و استل‌های نیایشی کارتاژ (۱۸۹۵) نوشت. هیچ نشانه‌ای از کشف توفت نه در کاوش‌های پریکو دو سنت‌ماری و نه در کاوش‌های اسپیرو گزارش نشده است. در مورد اول، تنها به کشف استل‌هایی اشاره شده بود که در دیوارهای متعلق به دوره رومی دوباره استفاده شده بودند. همه این بقایا که در اصل از توفت منشأ گرفته بودند، در دوران باستان جابه‌جا شده بودند، و کسی به دنبال محل دقیقی نبود که بتوان تصور کرد همه در آن‌جا گرد آمده‌اند. مجموعه‌های باستان‌شناسی اسپیرو عمدتاً ماهیتی کتیبه‌ای (اپیگرافیک) داشتند. با این حال، یک کشف اتفاقی، درک ما را از بخشی کامل از جغرافیای شهری کارتاژ پونی تغییر داد.

### General works on Carthage
- Amadasi Guzzo, Maria Giulia (2007). Carthage (به فرانسوی). Paris: Presses universitaires de France. ISBN 978-2130539629..
- Beschaouch, Azedine (2001). La légende de Carthage. Archéologie (به فرانسوی). Paris: Éditions Gallimard. ISBN 2070532127.
- Charles-Picard, Gilbert; Picard, Colette (1958). La vie quotidienne à Carthage au temps d'Hannibal (به فرانسوی). Paris: Hachette.
- Decret, François (1977). Carthage ou l'empire de la mer (به فرانسوی). Paris: Seuil-Points histoire. ISBN 2020047128.
- Dridi, Hédi (2006). Carthage et le monde punique (به فرانسوی). Paris: Les Belles Lettres. ISBN 2251410333..
- Ennabli, Abdelmajid; Slim, Hédi (1993). Carthage: le site archéologique (به فرانسوی). Tunis: Cérès. ISBN 997370083X.
- Hassine Fantar, M'hamed (1995). "Architecture punique en Tunisie". Dossiers d'archéologie (به فرانسوی) (200): 6–17. ISSN 1141-7137.
- Hassine Fantar, M'hamed (1998). Carthage: approche d'une civilisation (به فرانسوی). Tunis: Alif. ISBN 9973220196..
- Hassine Fantar, M'hamed (2007). Carthage: la cité punique (به فرانسوی). Tunis: Cérès. ISBN 978-9973220196..
- Gifford, John A.; Rapp Jr., George; Vitali, Vanda (1992). "Palaeogeography of Carthage (Tunisia): coastal change during the first millennium BC". Journal of Archaeological Science. 19 (5): 575–596. Bibcode:1992JArSc..19..575G. doi:10.1016/0305-4403(92)90029-3. ISSN 0305-4403.
- Lancel, Serge (1992). Carthage (به فرانسوی). Paris: Fayard. ISBN 2213028389.
- Mendleson, Carole (1995). "Catalogue of punic stelae in the British Museum".  In Institut national du patrimoine (ed.). Proceedings of the 3rd International Congress of Phoenician and Punic Studies (Tunis, November 11-16, 1991). Vol. 2. Tunisia. pp. 258–263.
- Picard, Colette (1990). "Les sacrifices Molk chez les puniques : certitudes et hypothèses". Semitica (به فرانسوی). 39: 77–88.
- Slim, Hédi; Fauqué, Nicolas (2001). La Tunisie antique: de Hannibal à saint Augustin (به فرانسوی). Paris: Mengès. ISBN 285620421X.
- Slim, Hédi; Mahjoubi, Ammar; Belkhodja, Khaled; Ennabli, Abdelmajid (2003). Histoire générale de la Tunisie (به فرانسوی). Vol. I. Paris: Maisonneuve et Larose. ISBN 2706816953..
- Stager, Lawrence (1978). "Excavations at Carthage: The punic project".  In Institut oriental de Chicago (ed.). Annual Report. Chicago. pp. 27–36.
- Sznycer, Maurice; Nicolet, Claude (2001). "Carthage et la civilisation punique".  In Presses universitaires de France (ed.). Rome et la conquête du monde méditerranéen (به فرانسوی). Vol. 2. Paris. pp. 545–593. ISBN 978-2130519645.
- Tlatli, Salah-Eddine (1978). La Carthage punique: étude urbaine, la ville, ses fonctions, son rayonnement (به فرانسوی). Paris: Adrien-Maisonneuve.
- Collectif (1995). Carthage: l'histoire, sa trace et son écho (به فرانسوی). Paris: Association française d'action artistique. ISBN 9973220269..
- Collectif (1992). Pour sauver Carthage: exploration et conservation de la cité punique, romaine et byzantine (به فرانسوی). Paris/Tunis: Unesco/INAA. ISBN 9232027828.

### Specific work on the Carthage tophet
- Bénichou-Safar, Hélène (1981). "À propos des ossements humains du tophet de Carthage". Rivista di Studi Fenici Roma (به فرانسوی). 9 (1): 5–9. ISSN 0390-3877.
- Bénichou-Safar, Hélène (2004). Le tophet de Salammbô à Carthage: essai de reconstitution (به فرانسوی). Rome: École française de Rome. ISBN 2728306974..
- Bénichou-Safar, Hélène (1988). "Sur l'incinération des enfants aux tophets de Carthage et de Sousse". Revue de l'histoire des religions (به فرانسوی). 205 (1): 57–67. doi:10.3406/rhr.1988.1937. Retrieved January 13, 2021.
- Benichou-Safar, Hélène (1995). "Les fouilles du tophet de Salammbô à Carthage (première partie)". Antiquités africaines. 31 (1): 81–199. doi:10.3406/antaf.1995.1236.
- Eremin, Katherine; Degryse, Patrick; Erb-Satullo, Nathaniel;  et al. (yes) (2010). "Amulets and Infant Burials: Glass beads from the Carthage Tophet".  In موزه بریتانیا (ed.). SEM and microanalysis in the study of historical technology, materials and conservation conference, 9-10 September 2010, London, UK. London.
- Gutron, Clémentine (2008). "La mémoire de Carthage en chantier : les fouilles du tophet Salammbô et la question des sacrifices d'enfants". L'Année du Maghreb (به فرانسوی) (4): 45–65. doi:10.4000/anneemaghreb.427. ISSN 1952-8108. Retrieved January 13, 2021.
- Humbert, Jean Emile (1821). Notice sur quatre cippes sépulcraux et deux fragments, découverts, en 1817, sur le sol de l'ancienne Carthage [Note on four sepulchral skullcaps and two fragments discovered in 1817 on the soil of ancient Carthage] (به فرانسوی). The Hague: M. de Lyon. OCLC 457304341.
- Hurst, Henry; Ben Abdallah, Zeïneb; Gordon Fulford, Michael; Henson, Spencer (1999). "The sanctuary of Tanit at Carthage in the Roman period". Journal of Roman Archaeology.
- Lancel, Serge (1995). "Questions sur le tophet de Carthage".  In Faton (ed.). La Tunisie : carrefour du monde antique. Dijon. pp. 40–47.
- Schwartz, Jeffrey H. (1997). "Infants, burned bones, and sacrifice at Ancient Carthage".  In University of Arizona Press (ed.). What the Bones Tell Us. Tucson. pp. 28–57. ISBN 978-0816518555.
- Schwartz, Jeffrey H. (1989). "The Tophet and sacrifice at Phoenician Carthage: an osteologist's perspective". Terra. 28 (2): 17–25.
- Schwartz, Jeffrey H.; Houghton, Frank D.; Bondioli, Luca; Macchiarelli, Roberto (2013). "Bones, teeth, and estimating age of perinates: Carthaginian infant sacrifice revisited". Antiquity. 86 (333): 738–745. doi:10.1017/S0003598X00047888. ISSN 0003-598X.
- Schwartz, Jeffrey H.; Houghton, Frank D.; Bondioli, Luca; Macchiarelli, Roberto (2010). "Skeletal remains from punic Carthage do not support systematic sacrifice of infants". PLOS ONE. 5 (2): e9177. Bibcode:2010PLoSO...5.9177S. doi:10.1371/journal.pone.0009177. ISSN 1932-6203. PMC 2822869. PMID 20174667.
- Smith, Patricia; Avishai, Gal; Greene, Joseph A.; Stager, Lawrence (2011). "Aging cremated infants: the problem of sacrifice at the Tophet of Carthage". Antiquity. 85 (329): 859–874. doi:10.1017/S0003598X00068368. ISSN 0003-598X.
- Smith, Patricia; Avishai, Gal; Greene, Joseph A.; Stager, Lawrence (2013). "Cemetery or sacrifice? Infant burials at the Carthage Tophet". Antiquity. 87 (338): 1191–1207. doi:10.1017/S0003598X00049954. ISSN 0003-598X.
- Stager, Lawrence (1992). "Le tophet et le port commercial".  In Unesco/INAA (ed.). Pour sauver Carthage : exploration et conservation de la cité punique, romaine et byzantine (به فرانسوی). Paris/Tunisia. pp. 73–78. ISBN 9232027828.
- Stager, Lawrence (1984). "Phoenician Carthage: The commercial harbour and the tophet". Qadmoniot. 17: 39–49. ISSN 0033-4839.
- Stager, Lawrence; Niemeyer, Hans Georg (1982). "Carthage: A view from the Tophet".  In von Zabern, Philipp (ed.). Phönizier im Westen: die Beiträge des Internationalen Symposiums über 'Die phönizische Expansion im westlichen Mittelmeerraum' in Köln vom 24. bis 27. April 1979. Mayence. pp. 155–166.